# Мирово (Великотирновська область)
Ми́рово (болг. Мирово) — село у Великотирновській області Болгарії. Входить до складу общини Стражиця.

## Населення
За даними перепису населення 2011 року у селі проживали 174 особи.
Національний склад населення села:
| Національність   | Кількість осіб | Відсоток |
| ---------------- | -------------- | -------- |
| болгари          | 109            | 88,6%    |
| турки            | 14             | 11,4%    |
| цигани           | 0              | 0%       |
| інша             | 0              | 0%       |
| не визначились   | 0              | 0%       |
| Всього відповіли | 123            |          |

Розподіл населення за віком у 2011 році:
Динаміка населення: